# Elxan Əliqulizadə
Elxan Əliqulizadə (auch Elkhan Aligulizada; * 4. Februar 1995) ist ein aserbaidschanischer Gewichtheber.

## Karriere
Er gewann bei den Jugend-Europameisterschaften 2011 Bronze im Zweikampf und Gold im Stoßen. Bei den Jugend-Weltmeisterschaften 2012 war er Vierter. 2013 nahm Əliqulizadə an der Universiade in Shenzhen teil, bei der er in der Klasse bis 77 kg Zwölfter wurde. Bei den Junioren-Europameisterschaften im selben Jahr war er Erster. Allerdings war er bei einer Trainingskontrolle eine Woche zuvor positiv auf Dehydrochlormethyltestosteron getestet worden, so dass er nachträglich disqualifiziert und für zwei Jahre gesperrt wurde. Nach seiner Sperre erreichte er bei den Weltmeisterschaften 2015 in Houston den sechsten Platz im Zweikampf und gewann Silber im Stoßen, wobei er mit 203 kg einen neuen Juniorenweltrekord aufstellte.